# 廣島高速交通
廣島高速交通股份有限公司（日语：／ Hiroshima Kōsoku Kōtsū Kabushiki Kaisha */?），簡稱廣島高速交通，縮寫為HRT，是日本廣島縣廣島市的一家膠輪中運量系統（在日本稱為新交通系統）經營業者。廣島高速交通是由廣島市政府出資過半的第三部門鐵路業者，總公司位於廣島市安佐南區長樂寺，創立於1987年12月1日。

## 概要

### 名称
廣島高速交通的設立主要是為了經營正式名稱「廣島新交通1號線」、18.4公里長的膠輪路軌路線。在對外營運上廣島新交通通常使用「ASTRAMLINE」的暱稱，其中「Astram」是一個由日文中的「明日」（/Ashita，並根據拼音首字母簡化為Ast）與英文字「Tram」（軌道電車）合成的新造字。這條路線連結位於廣島市中心的本通與位於安佐南區的廣域公園前兩車站，是廣島市狹長狀的西北部郊區主要的交通動脈。

### 系统类型
在營運分類上，雖然廣島高速交通所經營的路線，大部分的路段都是採用高架方式鋪設，但在起站本通至縣廳前間、有0.3公里長的地下路段，是根據日本鐵道事業法申請經營權，屬於「地下鐵」的分類，並接受政府的地下高速鐵道整備事業補助費:7，因此可被歸類為地下鐵業者之一。至於其他的18.1公里長路線則是根據軌道法申請營運，雖採獨立路權設計但在日本的系統分類中與一般路面電車相同。

## 路線
| 中文線名        | 日文線名 | 起點 | 終點       | 距離（公里） |
| --------------- | -------- | ---- | ---------- | ------------ |
| 廣島新交通1號線 |          | 本通 | 廣域公園前 | 18.4         |

## 历史
廣島高速交通于1987年作为负责运营廣島新交通1號線而成立；廣島新交通1號線是为了连接广岛市中心和广岛市西北部（主要是安佐南区）住宅区的交通而推动。其中广岛市中心至長樂寺区间的建设首先启动，但随着广岛被选为1994年亚洲运动会的主办城市，长乐寺站至广域公园前站区间也开始建设，以作为通往亚运会主会场——位于安佐南区和佐伯區之间新城“广岛西部丘陵都市” (之后改名西風新都)内的广岛广域公园陆上竞技场的交通线路。全线从本通站至广域公园前站全长18.4公里，于1994年8月20日开通。
- 1987年12月1日：公司設立。[4]
- 1988年3月14日：获得本通 - 長樂寺铺设许可。[4]
- 1989年2月28日：本通 - 長樂寺动工。
- 1991年
  - 3月5日：获得長樂寺 - 廣域公園前铺设许可。[4]
  - 3月14日：高架橋建設工事現場发生箱涵掉落事故，造成15死8伤。[5]
  - 10月：長樂寺 - 廣域公園前动工。
- 1994年8月20日：廣島新交通1號線本通 - 廣域公園前开通。[4]
- 2005年8月22日：累积运输人次达到2亿人次。
- 2007年4月2日：开始将头、尾车厢设定为“手机禁用车厢”。[6]
- 2009年8月8日：引入IC乘车卡PASPY和ICOCA。[7]
- 2010年4月1日：经指定作为广岛市交通科学馆（日语：広島市交通科学館）的管理单位。[8]
- 2015年
  - 3月13日：废除“手机禁用车厢”，是日本最后一个废除此类车厢的铁路公司。[6]
  - 6月8日：延伸JR西日本西廣島站计划发布，计划名称为“西風新都線”。[9]
- 2018年3月17日：加入交通系IC卡全國通用服務，但仅提供ICOCA的加值服务。[10]
- 2024年
  - 5月31日：停止发售PASPY，[11]隔天开始发售ICOCA，[12]并开始提供ICOCA以外交通系IC卡加值服务。
  - 11月30日：PASPY使用终止。(预定)[11]

## 车辆

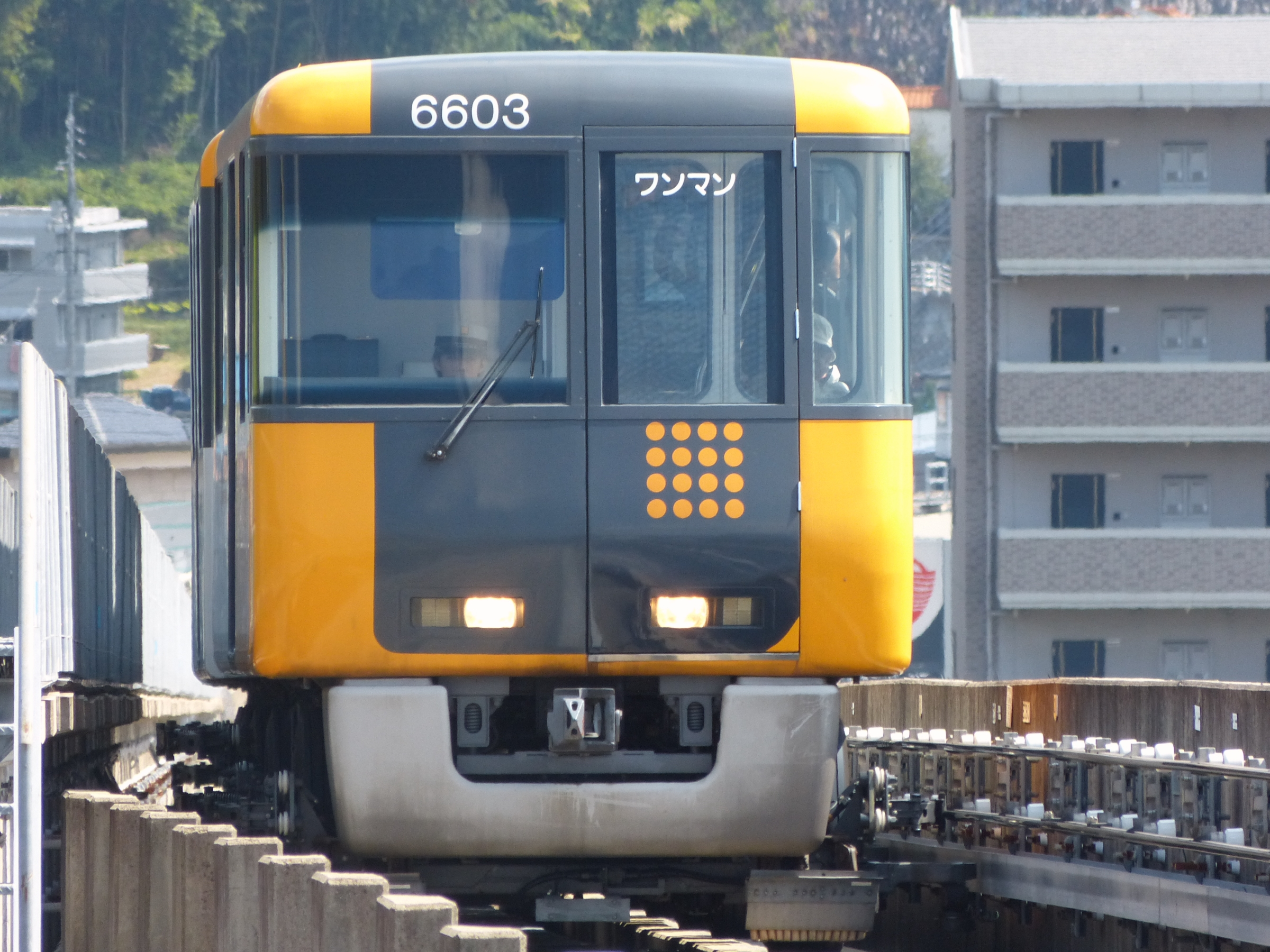
6000系（日语：広島高速交通6000系電車），23列、1994年投入。
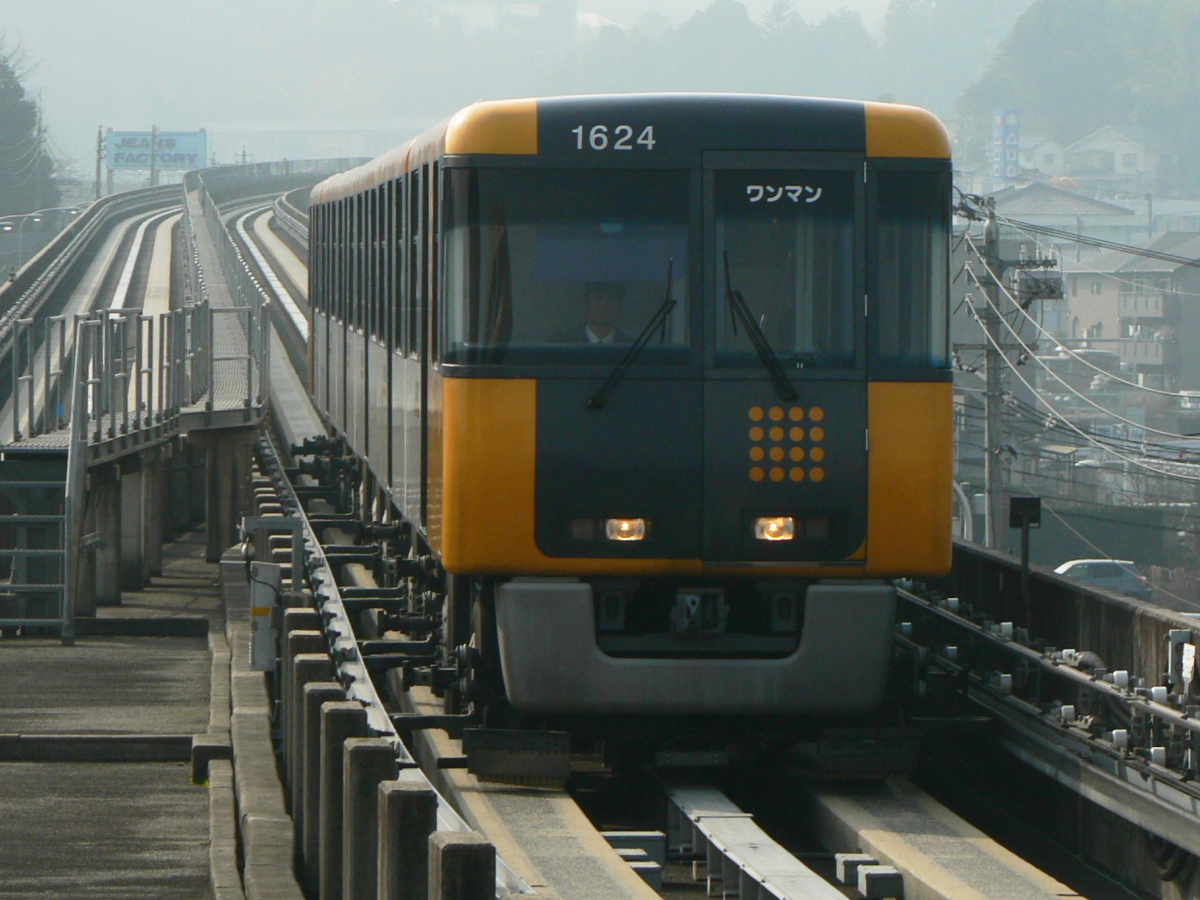
1000系（日语：広島高速交通1000系電車），1列、1999 - 2020年使用。
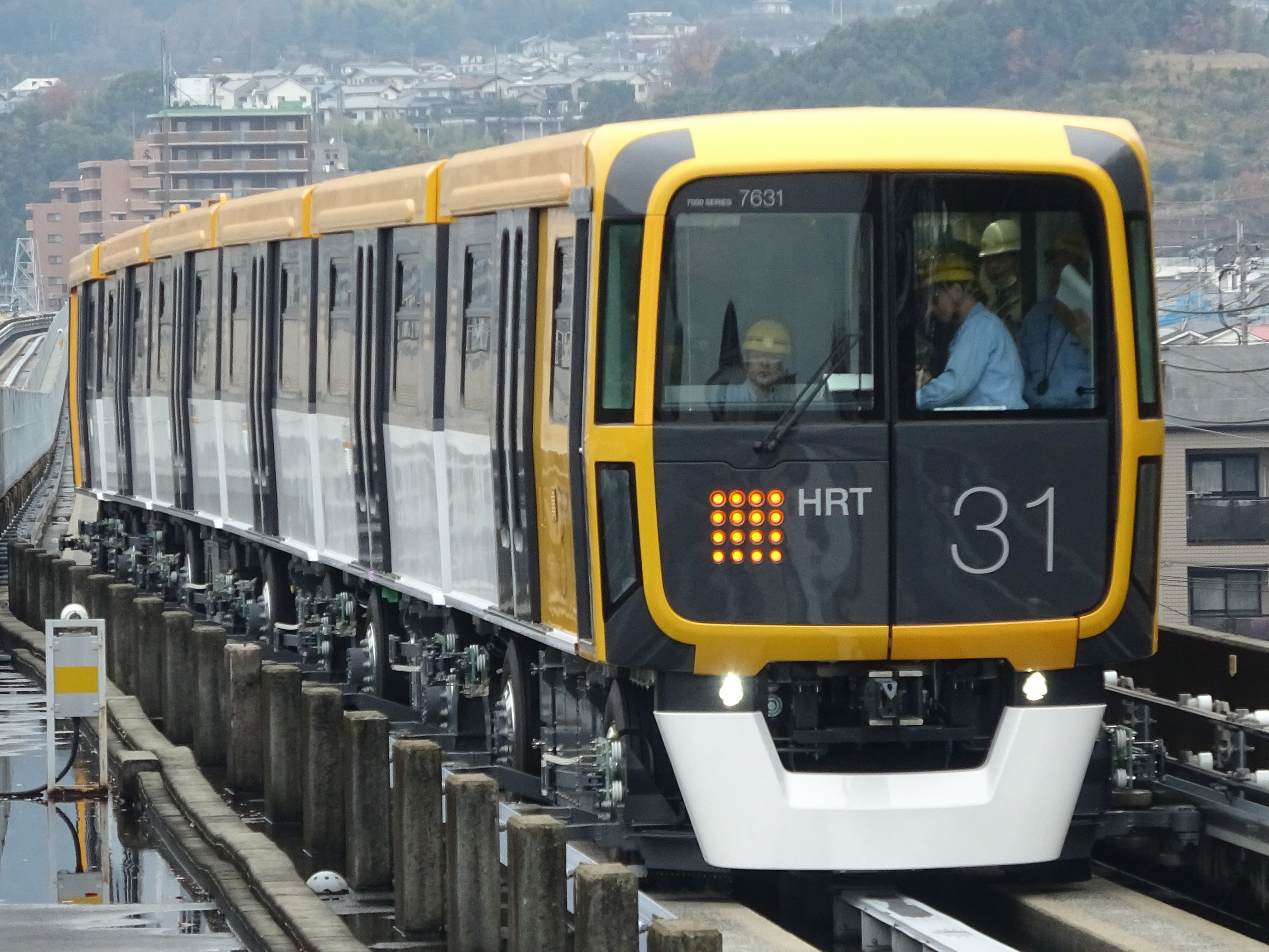
7000系（日语：広島高速交通7000系電車），预定24列、2020年投入。

## 外部連結
- 廣島高速交通官方網站 （页面存档备份，存于）（日語）